# Jüdischer Friedhof (Boffzen)

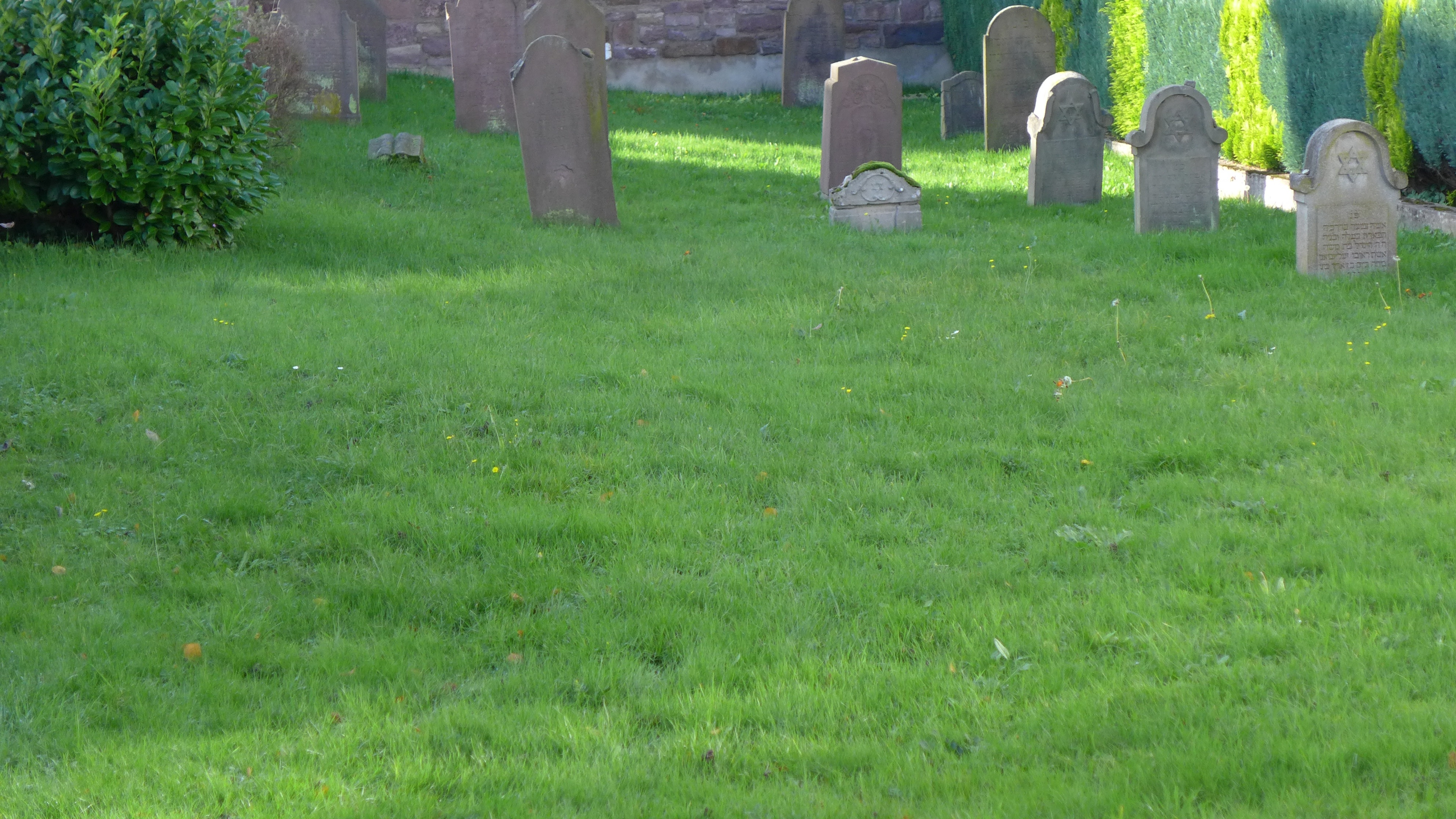
Jüdischer Friedhof Boffzen (September 2016)

Der Jüdische Friedhof Boffzen ist ein jüdischer Friedhof in der Gemeinde Boffzen (Samtgemeinde Boffzen) im niedersächsischen Landkreis Holzminden. Er ist ein geschütztes Kulturdenkmal.
Auf dem 418 m² großen Friedhof, der an der Unteren Dorfstraße liegt, befinden sich „mindestens 7“ Grabsteine. Die Belegungszeit ist unbekannt; der älteste Stein stammt aus dem Jahr 1847.
1961 wurde der Friedhof instand gesetzt. 1977 hat die Samtgemeinde die Pflege des Friedhofes übernommen. Etwa 1999 wurde eine Begrenzungsmauer gänzlich neu aufgesetzt. Die Gemeinde Boffzen errichtete 2006 einen Gedenkstein mit Namenstafel für die drei Einwohner des Dorfes, die durch die NS-Judenverfolgung ums Leben kamen. 